# Tennistavolo ai XV Giochi paralimpici estivi

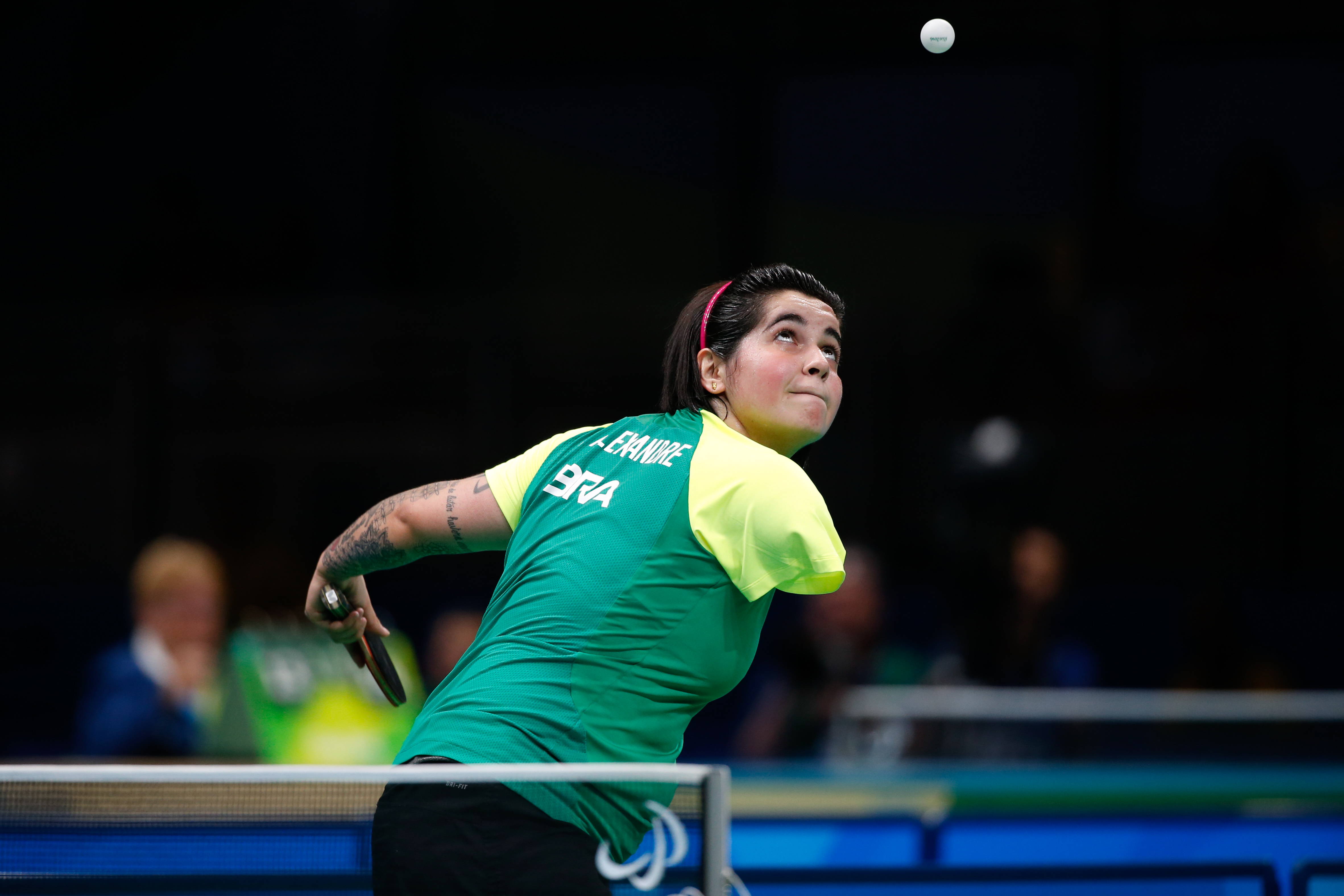
L'atleta brasiliana Bruna Alexandre, medaglia di bronzo nella classe TT10, durante la partita contro Sophie Walloe.

Le gare di tennistavolo ai XV Giochi paralimpici estivi si sono svolte tra l'8 e il 17 settembre 2016 presso il Riocentro e vi hanno preso parte 269 atleti.

## Formato
Le gare sono suddivise nelle seguenti categorie, basate sul tipo di disabilità degli atleti:
- TT1-TT5, per atleti in carrozzina;
- TT6-TT10, per atleti che possono camminare;
- TT11, per atleti che possono camminare ma con disabilità mentale.[1]

## Podi

### Uomini
| Evento                      | Oro                                                            | Argento                                                                          | Bronzo                                                                       |
| Individuale TT1 (dettagli)  | Rob Davies                                                     | Joo Young Dae                                                                    | Nam Kiwon                                                                    |
| Individuale TT2 (dettagli)  | Fabien Lamirault                                               | Rafal Czuper                                                                     | Jiri Suchanek                                                                |
| Individuale TT3 (dettagli)  | Feng Panfeng                                                   | Thomas Schmidberger                                                              | Florian Merrien                                                              |
| Individuale TT4 (dettagli)  | Abdullah Ozturk                                                | Guo Xingyuan                                                                     | Maxime Thomas                                                                |
| Individuale TT5 (dettagli)  | Cao Ningning                                                   | Valentin Baus                                                                    | Mitar Palikuca                                                               |
| Individuale TT6 (dettagli)  | Peter Rosenmeier                                               | Alvaro Valera Munoz Vargas                                                       | Rungroj Thainiyom                                                            |
| Individuale TT7 (dettagli)  | William John Bayley                                            | Israel Pereira Stroh                                                             | Yan Shuo                                                                     |
| Individuale TT8 (dettagli)  | Zhao Shuai                                                     | András Csonka                                                                    | Piotr Grudzien                                                               |
| Individuale TT9 (dettagli)  | Laurens Devos                                                  | Gerben Last                                                                      | Mohamed Amine Kalem                                                          |
| Individuale TT10 (dettagli) | Ge Yang                                                        | Patryk Chojnowski                                                                | Krisztian Gardos                                                             |
| Individuale TT11 (dettagli) | Florian Van Acker                                              | Samuel Von Einem                                                                 | Peter Palos                                                                  |
| A squadre TT1-2 (dettagli)  | Francia Jean-Francois Ducay Fabien Lamirault Stephane Molliens | Corea del sud Joo Young Dae Kim Kyungmook Cha Soo Yong                           | Brasile Aloisio Lima Guilherme Marciao Da Costa Iranildo Conceicao Espindola |
| A squadre TT3 (dettagli)    | Cina Feng Panfeng Zhai Xiang Zhao Ping                         | Germania Thomas Schmidberger Thomas Bruchle                                      | Thailandia Yuttajak Glinbancheun Anurak Laowong                              |
| A squadre TT4-5 (dettagli)  | Corea del sud Kim Jung-Gil Choi Ilsang Kim Young Gun           | Taipei Cinese Cheng Ming-Chih Lin Yen-Hung                                       | Turchia Nesim Turan Ali Ozturk Abdullah Ozturk                               |
| A squadre TT6-8 (dettagli)  | Ucraina Viktor Didukh Mykhaylo Popov Maxym Nikolenko           | Svezia Linus Karlsson Emil Andersson                                             | Gran Bretagna William John Bayley Ross Wilson Aaron Mckibbin                 |
| A squadre TT9-10 (dettagli) | Cina Ge Yang Ma Lin Lian Hao                                   | Spagna Jose Manuel Ruiz Reyes Juan Bautista Perez Gonzalez Jorge Cardona Marquez | Francia Mateo Boheas Cedrik Cabestany                                        |

### Donne
| Evento                       | Oro                                                    | Argento                                     | Bronzo                                                                |
| Individuale TT1-2 (dettagli) | Liu Jing                                               | Seo Su-Yeon                                 | Giada Rossi                                                           |
| Individuale TT3 (dettagli)   | Xue Juan                                               | Li Qian                                     | Anna-Carin Ahlquist                                                   |
| Individuale TT4 (dettagli)   | Borislava Peric-Rankovic                               | Zhang Miao                                  | Nada Matic                                                            |
| Individuale TT5 (dettagli)   | Zhang Bian                                             | Gu Gai                                      | Young-A Jung                                                          |
| Individuale TT6 (dettagli)   | Sandra Paovic                                          | Steffi Grebe                                | Maryna Lytovchenko                                                    |
| Individuale TT7 (dettagli)   | Kelly Van Zon                                          | Kubra Korkut                                | Seong-Ok Kim                                                          |
| Individuale TT8 (dettagli)   | Mao Jingdian                                           | Thu Kamkasomphou                            | Josephine Medina                                                      |
| Individuale TT9 (dettagli)   | Liu Meng                                               | Lei Lina                                    | Karolina Pek                                                          |
| Individuale TT10 (dettagli)  | Natalia Partyka                                        | Yang Qian                                   | Bruna Costa Alexandre                                                 |
| Individuale TT11 (dettagli)  | Natalia Kosmina                                        | Krystyna Siemieniecka                       | Mui Wui Ng                                                            |
| A squadre TT1-3 (dettagli)   | Cina Liu Jing Li Qian Xue Juan                         | Croazia Andela Muzinic Helena Dretar Kkaric | Corea del sud Jiyu Yoon Su-Yeon Seo Mi-Gyu Lee                        |
| A squadre TT4-5 (dettagli)   | Cina Zhou Ying Zhang Bian Gu Gai                       | Serbia Borislava Peric-Rankovic Nada Matic  | Corea del sud Kim Ok Kang Oejeong Young-A Jung                        |
| A squadre TT6-10 (dettagli)  | Polonia Katarzyna Marszal Natalia Partyka Karolina Pek | Cina Xiong Guiyan Yang Qian Lei Lina        | Brasile Jennyfer Marques Parinos Bruna Costa Alexandre Danielle Rauen |

## Medagliere
| Posizione | Paese         | Oro | Argento | Bronzo | Totale |
| --------- | ------------- | --- | ------- | ------ | ------ |
| 1         | Cina          | 13  | 7       | 1      | 21     |
| 2         | Polonia       | 2   | 3       | 2      | 7      |
| 3         | Francia       | 2   | 1       | 3      | 6      |
| 4         | Gran Bretagna | 2   | 0       | 1      | 3      |
| 4         | Ucraina       | 2   | 0       | 1      | 3      |
| 6         | Belgio        | 2   | 0       | 0      | 2      |
| 7         | Corea del Sud | 1   | 3       | 5      | 9      |
| 8         | Serbia        | 1   | 1       | 2      | 4      |
| 9         | Turchia       | 1   | 1       | 1      | 3      |
| 10        | Croazia       | 1   | 1       | 0      | 2      |
| 10        | Paesi Bassi   | 1   | 1       | 0      | 2      |
| 12        | Danimarca     | 1   | 0       | 0      | 1      |
| 13        | Germania      | 0   | 4       | 0      | 4      |
| 14        | Spagna        | 0   | 2       | 0      | 2      |
| 15        | Brasile       | 0   | 1       | 3      | 4      |
| 16        | Ungheria      | 0   | 1       | 1      | 2      |
| 16        | Svezia        | 0   | 1       | 1      | 2      |
| 18        | Australia     | 0   | 1       | 0      | 1      |
| 18        | Taipei cinese | 0   | 1       | 0      | 1      |
| 20        | Italia        | 0   | 0       | 2      | 2      |
| 20        | Thailandia    | 0   | 0       | 2      | 2      |
| 22        | Austria       | 0   | 0       | 1      | 1      |
| 22        | Filippine     | 0   | 0       | 1      | 1      |
| 22        | Hong Kong     | 0   | 0       | 1      | 1      |
| 22        | Rep. Ceca     | 0   | 0       | 1      | 1      |
| Totale    | Totale        | 29  | 29      | 29     | 87     |